# Nippon Budokan
Nippon Budokan (japansk: 日本武道館) betyder Japans kampsportshus og blev oprindeligt bygget til de olympiske lege i 1964, hvor judokonkurrencen fandt sted. Bygningen er beliggende i Chiyoda, Tokyo. Efter de olympiske lege i 1964 er bygningen primært blevet brugt til større arrangementer for de fleste af Japans kampsportsgrene. Men bygningen er også brugt til andre sportsarrangementer og adskillige koncerter. I forbindelse med de olympiske lege i 2020 blev Nippon Budokan anvendt til afvikling af judo- og karate-konkurrencerne.
35°41′36″N 139°45′00″Ø / 35.6933°N 139.75°Ø